# Danilho Doekhi
Danilho Raimundo Doekhi (* 30. června 1998) je nizozemský profesionální fotbalista, který hraje na pozici středního obránce za německý klub 1. FC Union Berlín.

## Klubová kariéra
Doekhi v červenci 2016 přestoupil do týmu Jong Ajax, ale je produktem mládežnického týmu Excelsior. V Eredivisie debutoval 6. března 2016 v zápase proti AZ Alkmaar. V 81. minutě nahradil Stanleyho Elberse při venkovní prohře 2:0.
Doekhi debutoval za Jong Ajax v Eerste Divisie 17. února 2017, když v 95. minutě zápasu proti Achilles '29 nastoupil jako náhradník za Léona Bergsmu a zápas skončil výhrou 3:2.
Doekhiho první ligový start za Jong Ajax přišel v prvním zápase nové sezóny, při venkovní výhře 2:1 nad SC Cambuur. Následovaly další dva starty proti Fortuně Sittard a Jong PSV. Poté, co nastoupil jako náhradník proti Go Ahead Eagles, Doekhi vstoupil do období konzistentních startů za Jong Ajax, když odehrál 16 ze 17 možných zápasů v základní sestavě, přičemž ve 14 z nich vydržel celých 90 minut.
Dne 4. července 2018 Doekhi souhlasil s přestupem do týmu Eredivisie, Vitesse a podepsal s ním čtyřletou smlouvu.
Dne 16. května 2022 podepsal Doekhi smlouvu s bundesligovým klubem Union Berlín.

## Osobní život
Narodil se během zápasu Mistrovství světa ve fotbale 1998 mezi Argentinou a Anglií a jeho rodiče ho pojmenovali Raimundo po brazilském fotbalistovi Raimundovi Souze Vieirovi de Oliveira. Je synovcem bývalého nizozemského fotbalového reprezentanta Winstona Bogarda a je smíšeného nizozemského a surinamského původu.

## Statistiky

### Klubové
Platí k zápasu hranému 30. října 2024.
| Klub              | Sezóna            | Liga              | Liga   | Liga | Národní pohár | Národní pohár | Kontinentální | Kontinentální | Ostatní | Ostatní | Celkově | Celkově |
| Klub              | Sezóna            | Soutěž            | Zápasy | Góly | Zápasy        | Góly          | Zápasy        | Góly          | Zápasy  | Góly    | Zápasy  | Góly    |
| ----------------- | ----------------- | ----------------- | ------ | ---- | ------------- | ------------- | ------------- | ------------- | ------- | ------- | ------- | ------- |
| Excelsior         | 2015/16           | Eredivisie        | 1      | 0    | 0             | 0             | —             | —             | —       | —       | 1       | 0       |
| Jong Ajax         | 2016/17           | Eerste Divisie    | 2      | 0    | —             | —             | —             | —             | —       | —       | 2       | 0       |
| Jong Ajax         | 2017/18           | Eerste Divisie    | 33     | 0    | —             | —             | —             | —             | —       | —       | 33      | 0       |
| Jong Ajax         | Celkově           | Celkově           | 35     | 0    | —             | —             | —             | —             | —       | —       | 35      | 0       |
| Vitesse           | 2018/19           | Eredivisie        | 20     | 0    | 3             | 0             | 0             | 0             | 4       | 0       | 27      | 0       |
| Vitesse           | 2019/20           | Eredivisie        | 26     | 0    | 4             | 0             | —             | —             | —       | —       | 30      | 0       |
| Vitesse           | 2020/21           | Eredivisie        | 32     | 1    | 5             | 0             | —             | —             | —       | —       | 37      | 1       |
| Vitesse           | 2021/22           | Eredivisie        | 33     | 3    | 2             | 0             | 11            | 1             | —       | —       | 46      | 4       |
| Vitesse           | Celkově           | Celkově           | 111    | 4    | 14            | 0             | 11            | 1             | 4       | 0       | 140     | 5       |
| Jong Vitesse      | 2018/19           | Tweede Divisie    | 1      | 0    | —             | —             | —             | —             | —       | —       | 1       | 0       |
| Union Berlín      | 2022/23           | Bundesliga        | 25     | 5    | 3             | 0             | 8             | 1             | —       | —       | 36      | 6       |
| Union Berlín      | 2023/24           | Bundesliga        | 24     | 2    | 1             | 0             | 3             | 0             | —       | —       | 28      | 1       |
| Union Berlín      | 2024/25           | Bundesliga        | 8      | 0    | 2             | 0             | —             | —             | —       | —       | 10      | 0       |
| Union Berlín      | Celkově           | Celkově           | 57     | 7    | 6             | 0             | 11            | 1             | —       | —       | 74      | 7       |
| Celkově v kariéře | Celkově v kariéře | Celkově v kariéře | 205    | 11   | 20            | 0             | 22            | 2             | 4       | 0       | 250     | 12      |

## Úspěchy
Jong Ajax
- Eerste Divisie: 2017/18